# Imperial (biograf)

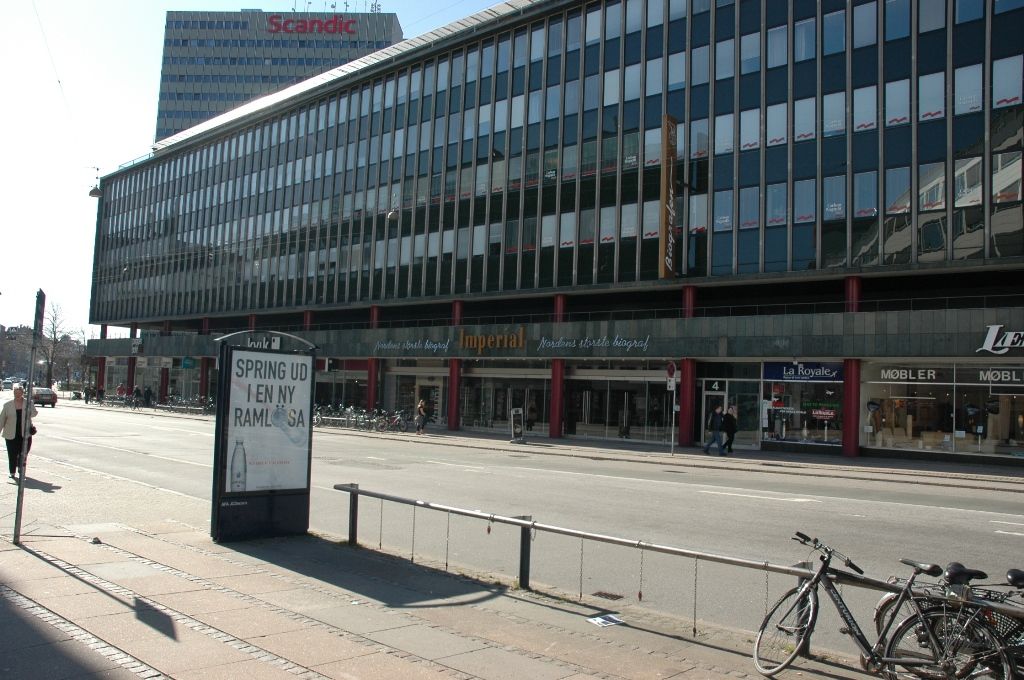
Imperials huvudentré på gatan Ved Vesterport i Köpenhamn.

Imperial är en biograf tillhörande Nordisk Film som är belägen i Köpenhamns indre by intill Vesterport station. Biografen öppnade 1961 och dess enda salong är Skandinaviens största biografsalong.
Biografens enda salong har 967 platser och är THX-certifierad samt har en 4K digital projektor från Barco.